# AutomotiveIT
automotiveIT ist ein Fachmagazin zum Thema „IT in der Automobilindustrie“ mit Sitz in Pattensen/Hannover. Neben der Berichterstattung über aktuelle IT-Trends in der Automobilindustrie liegt der Fokus des Magazins im Business- und Management-Bereich. Die acht veröffentlichten Ausgaben von automotiveIT jährlich erreichen eine Auflage von jeweils 11.400 Exemplaren.

## Geschichte und Struktur
automotiveIT wird herausgegeben von der Media-Manufaktur GmbH mit Sitz im niedersächsischen Pattensen. Vom damaligen Herausgeber Dominik Ortlepp im Jahr 2009 gegründet, veröffentlichte die Media-Manufaktur GmbH im Februar 2009 die erste automotiveIT-Ausgabe, im November 2010 folgte die erste Veröffentlichung der Schwesterzeitschrift carIT. Der verlag moderne industrie, in dem unter anderem Fachmedien wie Produktion und Automobil Produktion erscheinen, hat zum 16. Februar 2016 die Media-Manufaktur GmbH übernommen. Als Geschäftsführer des verlages moderne industrie obliegt Moritz Warth seit 2020 auch die Führung der Media-Manufaktur GmbH. Eine Zentralredaktion des automotive media network innerhalb des verlags moderne industrie bearbeitet Themen sowohl für automotiveIT, carIT als auch für Automobil Produktion. Chefredakteur der Fachmagazine ist seit dem Jahr 2020 Ralf Bretting.

## Auszeichnungen
2009 wurde automotiveIT Preisträger der WiFö Niedersachsen, ein Jahr später folgte die Nominierung zum Bayerischen Printmedienpreis. Nach einer zweifachen Nominierung zum Fachmedium des Jahres 2010 wurde automotiveIT 2011 vom Verein Deutsche Fachpresse zum Sieger in der Kategorie IT/Telekommunikation/Elektronik gekürt. 2020 erhielt der automotiveIT Kongress im Rahmen der Wahl zum Fachmedium des Jahres den Preis in der Kategorie Beste Veranstaltung.

## Bücher
Neben der periodisch erscheinenden Ausgabe der automotiveIT veröffentlicht das Magazin verschiedene Sammel- und Interviewbände sowie das Dienstleister-Verzeichnis IT for Automotive. Im November 2012 erschien mit automotiveIT – Das Lexikon. Alle IT-Begriffe von A bis Z der Autoren Thomas R. Köhler und Dirk Schürmann ein Nachschlagewerk, das wichtige Begrifflichkeiten rund um die IT innerhalb der Automobilindustrie erklärt. Im April 2014 veröffentlichten die Autoren Thomas R. Köhler und Dirk Wollschläger das Fachbuch Die digitale Transformation des Automobils – 5 Mega-Trends verändern die Branche.

## Kongresse
Am 13. März 2014 richtete automotiveIT im Rahmen der CeBIT den sechsten jährlichen automotiveIT Kongress aus, der mit über 500 Teilnehmern den größten Kongress auf der Technologiemesse in Hannover darstellte. Am 1. und 2. Juli 2014 fand zudem der erste automotiveIT International Congress in London statt. Am 15. April 2015 veranstaltete die Media-Manufaktur GmbH im Rahmen der Hannover Messe zudem das automotiveIT Forum Produktion & Logistik zum Themenschwerpunkt Industrie 4.0. Zu den aktuellen Veranstaltungen unter Beteiligung der Media-Manufaktur GmbH zählen neben dem automotiveIT Kongress der carIT Kongress, sowie der Mobility Circle mit dem Themenschwerpunkt neuer Mobilität sowie der automotive production summit, in dessen Fokus die Digitalisierung der Fahrzeugproduktion steht.

## Internetauftritt
Neben der Printveröffentlichung von automotiveIT verfügt das Magazin über zwei aktuelle Internetauftritte (automotiveit.eu und automotiveit.com) die sowohl das deutsche als auch das internationale Fachpublikum über branchenrelevante Nachrichten unterrichten. Der deutsche Internetauftritt von automotiveIT erreicht Besucherzahlen von etwa 39.000 pro Monat.